# Bernard Germain de Lacépède
Aquest autor és citat en taxonomia animal amb el nom «Lacépède».
Bernard Germain Étienne de la Ville-sur-Illon, comte de Lacépède, de vegades anomenat de la Cépède, (Agen, 26 de desembre de 1756 - Épinay-sur-Seine, 6 d'octubre de 1825), fou un zoòleg, polític i músic francès.

## Biografia

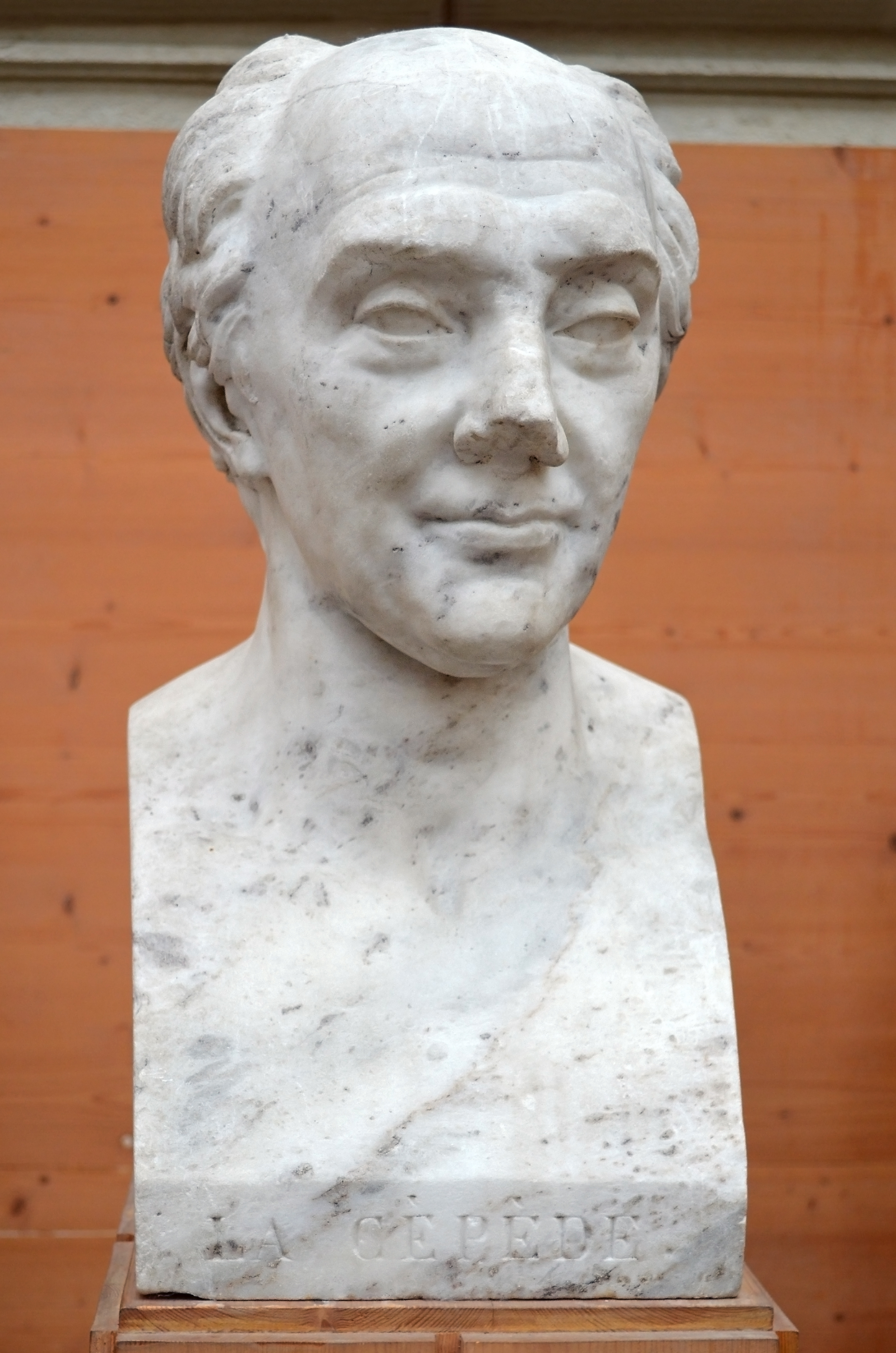
Bernard-Germain de Lacépède, David d'Angers (1824)

Consagrat de jove a l'estudi de la filosofia i la música, i de caràcter poc sociable, les seves lectures de la "Histoire Naturelle" de Buffon i la seva posterior amistat amb ell l'inclinaren a l'estudi de les ciències naturals. Resident a París des del 1777, el 1785 el recomanarà per un lloc al Jardin du Roi i l'encoratjà a continuar augmentant i complementant la "Histoire Naturelle". Mentrestant, el seu principal entreteniment continua sent la música. A més de convertir-se en un notable executant de piano i orgue, es dedicà a la composició sent autor de cinc òperes: Armide (1777, perduda), Omphale (1783, no publicada), Scanderbeg (ca. 1785, destruïda per l'autor), Cyrus (ca. 1785) i Alcine (1786, no publicada). Algunes d'elles meresqueren els elogis de Gluck.
Publicà nombroses obres d'història natural, especialment sobre fauna marina. Entre el 1787 i 1789 publicà la Histoire naturelle de quadrupèdes ovipares et des serpents, la primera obra d'envergadura sobre amfibis i rèptils destinada a un públic massiu. Les seves il·lustracions eren mediocres, i no millorava la taxonomia d'aquests animals, per la qual cosa en aquest camp el treball de Josephus Nicolaus Laurenti (1735-1805), tot i ser més antic (1768), és notablement superior. Malgrat aquestes limitacions, l'obra de Lacépède contribueix a alenar l'estudi d'aquestes espècies.
Després de la Revolució Francesa, Lacèpéde fou elegit membre de l'assemblea legislativa. Oposat a Robespierre, per salvar la vida s'exilià durant el període del Terror. Vers el 1795 tornà a París; aquell any es convertí en secretari perpetu de la Académie des sciences, i retorna al Jardin du Roi (reanomenat aleshores Muséum national d'histoire naturelle i conegut com a Jardin des plantes) quan la càtedra de vertebrats fou dividida en dues, fent-se càrrec de la nova càtedra d'ictiologia i herpetologia que formalment ocuparia fins a la seva mort, tot i que en la pràctica fou reemplaçat el 1803 per André Marie Constant Duméril. També fou director del Museum per un any, entre el 1795 i el 1796.
El 1798 publicà el primer volum de la seva Histoire naturelle de poissons, el cinquè i últim volum de la qual aparegué el 1803. Paral·lelament, dedicà cada vegada més de la seva activitat a la política, fins a abandonar totes les activitats d'investigació i ensenyament el 1803. El 1799 Napoleó Bonaparte li proposà ser ministre de l'interior; rebutja el càrrec, però acceptà ser senador, i fou president del Senat el 1801. El 1804 fou ministre d'estat. Continuà en diverses funcions polítiques, entre elles el desenvolupament social i financer de la Legió d'Honor, de la qual fou el primer gran cavaller (des del 1803 i el primer canceller. Amb la caiguda de Napoleó es retirà de la vida política, dedicant els deu últims anys de la seva vida a escriure una història de la humanitat. La seva última obra, Les âges de la nature et l'histoire de l'espèce humaine, quedà inacabada; víctima d'una epidèmia de verola, morí a la seva finca d'Épinay a la nit entre el 6 i el 7 d'octubre del 1825.

## Bibliografia parcial

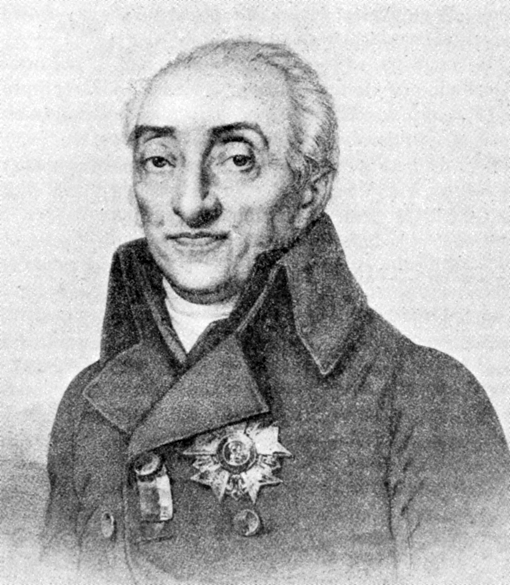
Lacépède